# Lana Del Ray (album)
Lana Del Ray (tên khác là Lana Del Ray A.K.A. Lizzy Grant) là album đầu tay của nghệ sĩ-nhạc sĩ Lana Del Rey được phát hành bởi 5 Points vào năm 2010, khi Lana Del Ray mới chỉ được biết đến với tên thật của cô Lizzy Grant.

## Danh sách ca khúc
| STT              | Nhan đề                                        | Sáng tác           | Thời lượng |
| ---------------- | ---------------------------------------------- | ------------------ | ---------- |
| 1.               | "Kill Kill"                                    | Elizabeth Grant    | 3:57       |
| 2.               | "Queen of the Gas Station"                     | Grant              | 3:04       |
| 3.               | "Oh Say Can You See"                           | Grant              | 3:40       |
| 4.               | "Gramma (Blue Ribbon Sparkler Trailer Heaven)" | Grant, David Kahne | 3:55       |
| 5.               | "For K Part 2"                                 | Grant              | 3:24       |
| 6.               | "Jump"                                         | Grant              | 2:51       |
| 7.               | "Mermaid Motel"                                | Grant              | 3:59       |
| 8.               | "Raise Me Up (Mississippi South)"              | Grant              | 4:22       |
| 9.               | "Pawn Shop Blues"                              | Grant, Kahne       | 3:26       |
| 10.              | "Brite Lites"                                  | Grant              | 2:58       |
| 11.              | "Put Me in a Movie"                            | Grant              | 3:13       |
| 12.              | "Smarty"                                       | Grant, Kahne       | 2:49       |
| 13.              | "Yayo"                                         | Grant              | 5:45       |
| Tổng thời lượng: | Tổng thời lượng:                               | Tổng thời lượng:   | 47:23      |